# Jesús Santamaría Antonio
Jesús Santamaría Antonio (Igúzquiza, Navarra, 4 de gener de 1945) és un químic i físic espanyol, acadèmic de la Reial Acadèmia de Ciències Exactes, Físiques i Naturals.

## Biografia
El 1973 es va doctorar en química amb premi extraordinari a la Universitat Complutense de Madrid. De 1975 a 1977 va obtenir una beca del programa Fulbright a la Universitat de Califòrnia, Irvine i el 1984 una beca de la NATO a la Universitat Cornell. De 1978 a 1982 fou professor auxiliar a la Universitat Complutense de Madrid, on ha estat catedràtic de química física des de 1983 fins a la seva jubilació. De 1983 a 1986 fou secretari general de la Reial Societat Espanyola de Química. De 1998 a 2006 va ser degà de la Facultat de Ciències Químiques de la Universitat Complutense de Madrid.
Des de 1977 va introduir a les facultats de química d'Espanya els mètodes de simulació amb ordinador, aplicats a l'estudi tant de la dinàmica de reaccions químiques com del comportament dels líquids poliatòmics. Posteriorment va estudiar les reaccions químiques en fase condensada i les tècniques d'una veritable dinàmica quàntica mitjançant la propagació de paquets d'ona per integració de l'equació de Schrödinger depenent del temps. Ha publicat estudis sobre mètodes de simulació, femtoquímica i espectroscòpia d'atmòsferes. El 2000 va ser escollit acadèmic de la Reial Acadèmia de Ciències Exactes, Físiques i Naturals, i va ingressar el gener de 2003 amb el discurs Evolución de ideas en torno a la reacción química. Des de 2014 n'és secretari.

## Obres
- Métodos de paquetes de ondas de reacciones químicas amb C. Muñoz-Crego, R. Muñoz-Sanz i I. Solá, 1997